# Куэнка-де-Памплона
Куэнка-де-Памплона (исп. Cuenca de Pamplona) — район (комарка) в Испании, входит в провинцию Наварра. На протяжении истории территория неоднократно менялась, ныне включает также столицу Наварры Памплону с окрестностями.

## Территория
Расположен в центральной части Наварры. Исторически сложилось, что район принадлежал к Меридад-де-Памплоне, потому что многие из муниципалитетов, которые в настоящее время составляют Куэнка-де-Памплона, были включены в эту область. В соответствии с географической региональной классификацией, разработанной для Наварры в 70-х годах Альфредо Флористаном Саманесом и Сальвадором Фернандес Менсуа, Куэнка-де-Памплона рассматривалась как одна из двух комарок prepirenaicas    .
Согласно зонированию Наварры 2000, используемому для сельскохозяйственной и промышленной деятельности, стал третьим из семи регионов, установленных для всей Наварры в соответствии с этим критерием. Занимает площадь 587 квадратных километров, в 2017 году было население 354 тысячи жителей.

## Муниципалитеты
Арангурен, Бурлада, Эгуэс, Ноайн и Тьебас-Муруарте-де-Рета относятся к исторической области Меридад-де-Сангуэса; Гоньи — к Меридад-де-Эстелла, другие 22 муниципалитета — к Меридад-де-Памплоне.
Центральная часть Куэнка-де-Памплона, урбанизированная и густонаселенная — это столичный район Памплоны, включающий муниципалитеты: Памплона, Берриосар, Вильява, Уарте, Бурлада, Бараньяйн, Ансоайн, Оркойен, Ольса, Сисур-Майор, Сисур, Галар, Бериайн, Ноайн, Арангурен и Эгуэс.
Периферия представлена муниципалитетами  Ольо, Иса (вместе с упраздненным Гулина), Хуслапения, Тьебас-Муруарте-де-Рета, Эчарри, Эчаури, Видауррета, Сириса и Беласкоайн. Это чисто сельские районы, однако многие из них имеют небольшие урбанизированные местности.
Всего насчитывается 28 муниципалитетов:
1. Ансоайн
2. Арангурен
3. Бараньяйн
4. Беласкоайн
5. Бериайн
6. Берриоплано
7. Берриосар
8. Бурлада
9. Видауррета
10. Вильява
11. Галар
12. Гоньи
13. Иса
14. Ноайн
15. Ольо
16. Ольса
17. Оркойен
18. Памплона
19. Сабальса
20. Сириса
21. Сисур
22. Сисур-Майор
23. Тьебас-Муруарте-де-Рета
24. Уарте
25. Хуслапения
26. Эгуэс
27. Эчарри
28. Эчаури